# Vonalas busalepke
A vonalas busalepke (Thymelicus lineola) a busalepkefélék családjába tartozó, Eurázsiában, Észak-Amerikában és Észak-Afrikában honos lepkefaj.

## Megjelenése
A vonalas busalepke szárnyfesztávolsága 2,4-3,3 cm. Szárnyainak felső oldala rókavörös vagy narancssárga. Az elülső szárnyak sejtje és az előtte félkör alakban az érközökben található foltok sárgák vagy barnássárgák. A szárnyszegélyek feketésbarnák, a szegélyrojt sárgásfehér. A fonákoldal alapszíne fakó sárgásbarna, az elülső szárnyon halványan látható a felső rajzolat tükörképe. A hímek rajzolata néha elmosódott, alig látható, az illatcsík keskeny, hosszú, egészen a végsőérig ér. A csápvégi bunkó alsó oldala fekete (ebben különbözik a nagyon hasonló barna busalepkétől).
Változékonysága nem számottevő.

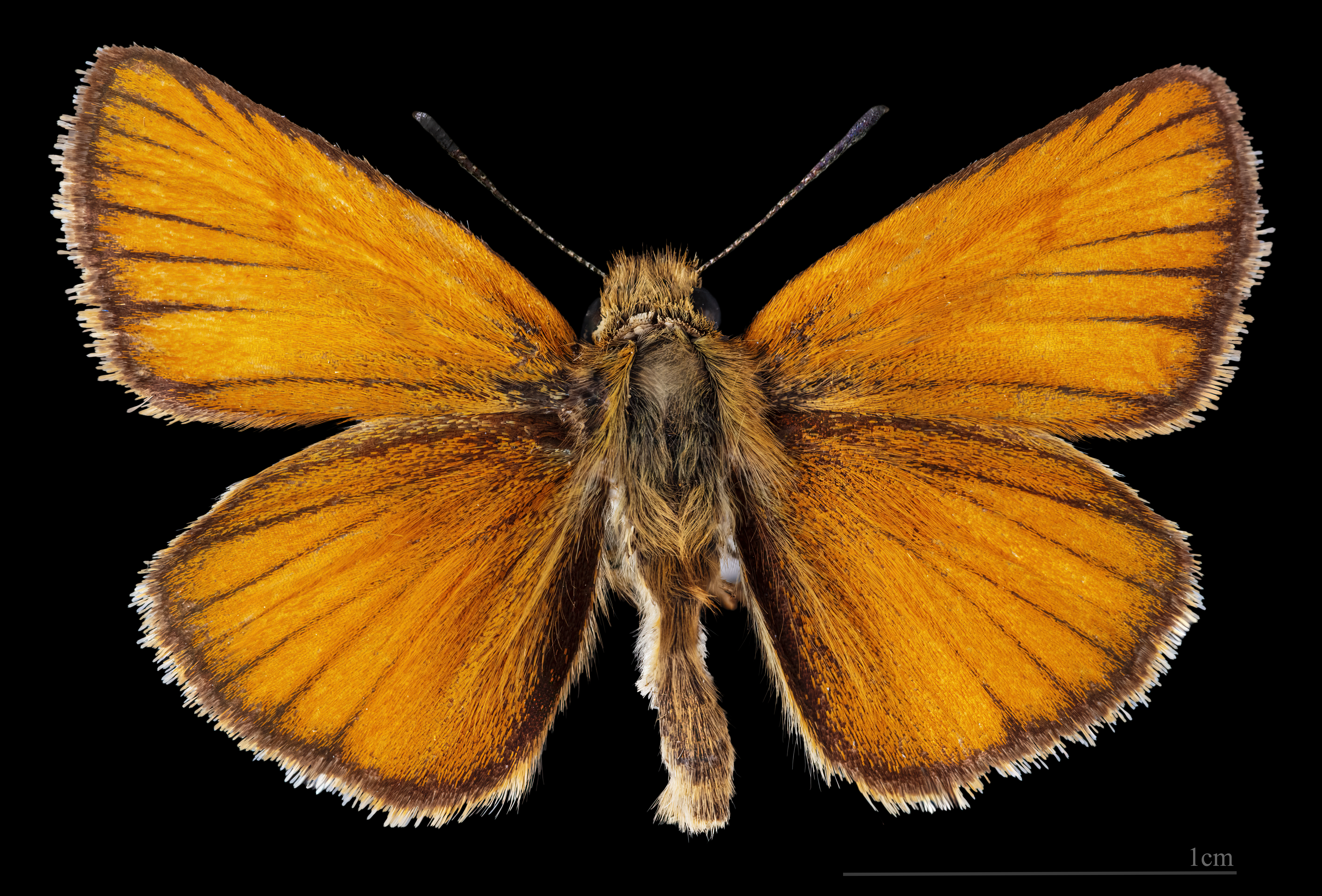
Thymelicus lineola ♂
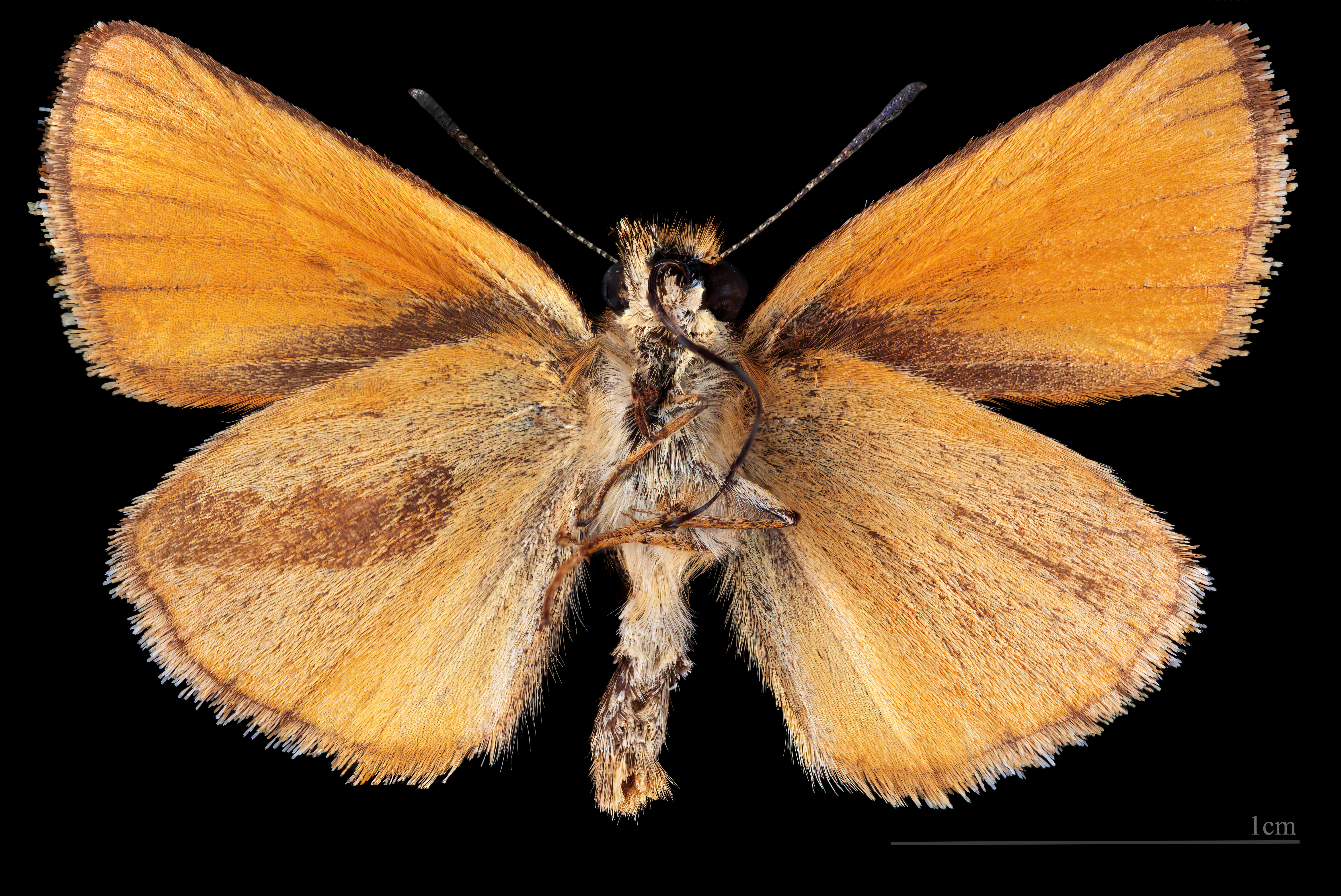
♂ △
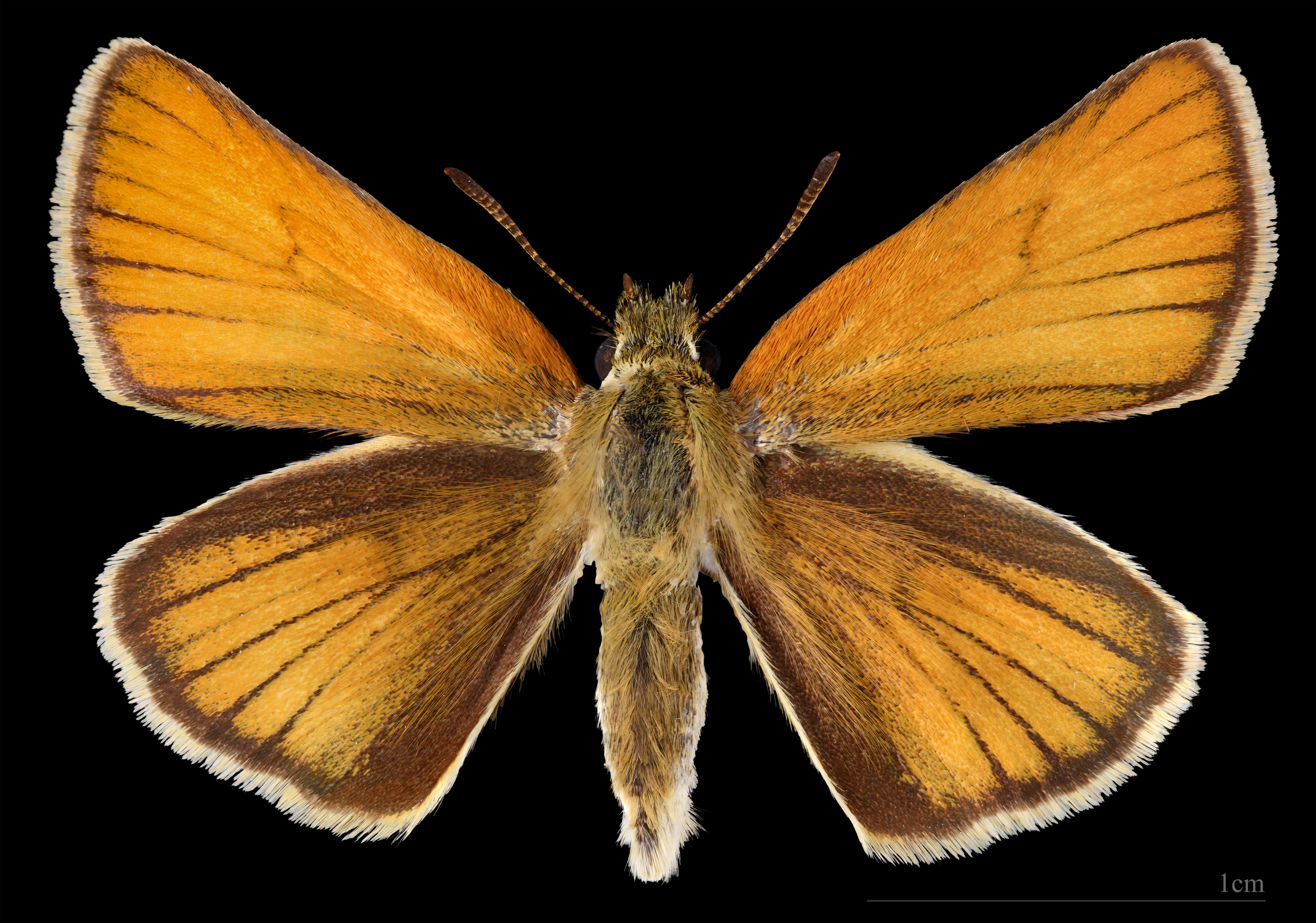
♀
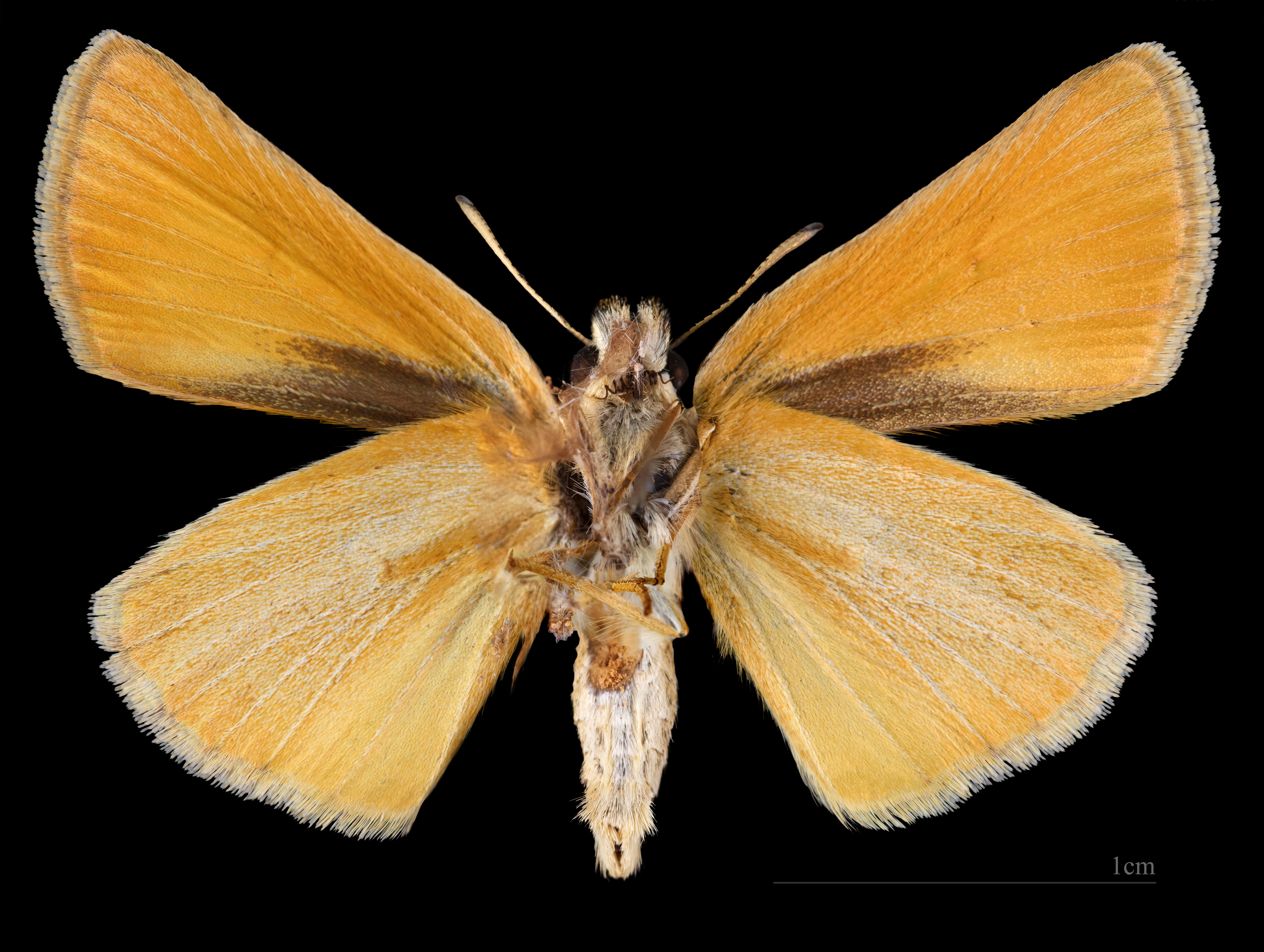
♀ △

Petéje megnyúlt ovális alakú, kb. 1 mm hosszú, sárgás színű.
Hernyója sárgászöld, hátán egy sötét középső és két barna oldalsávval; hasa sötétzöld.

### Hasonló fajok
A barna busalepke, az erdei busalepke, a vesszős busalepke és a csíkos busalepke hasonlít hozzá.

## Elterjedése
Európában, Ázsia mérsékelt övi vidékein, Észak-Afrikában és Észak-Amerikában (ahová behurcolták) honos. Magyarországon az egész országban megtalálható.

## Életmódja
Réteken, tisztásokon, mezőkön, utak mentén, vasúti töltéseken, elsősorban kaszálatlan nedves vagy száraz füves területeken fordul elő, gyakran a hasonló barna busalepkével vagy csíkos busalepkével együtt. 
A nőstény nyár végén rakja le petéit a fűlevelek hüvelyébe, ahol azok áttelelnek és kora tavasszal bújnak ki belőle a hernyók. A hernyó különféle fűféléken (főleg Brachypodium, Calamagrostis és Agropyron fajok) táplálkozik és a fűszálak összeszövésével készíti búvóhelyét. Május közepén-végén bebábozódik. AZ imágók június elejétől augusztus végéig repülnek. Kedvenc nektárforrásai a lila/vörös és sárga színű virágok.

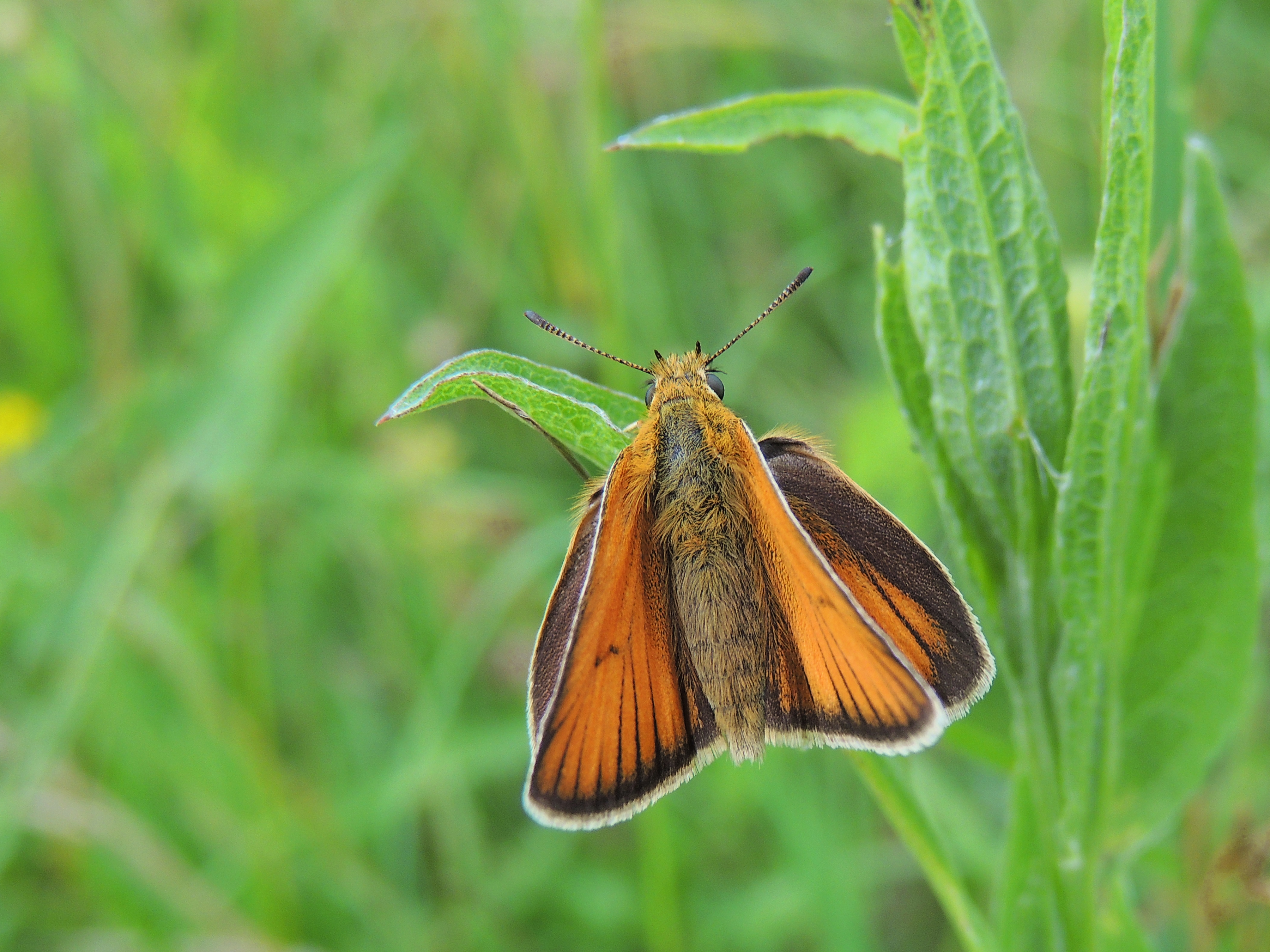
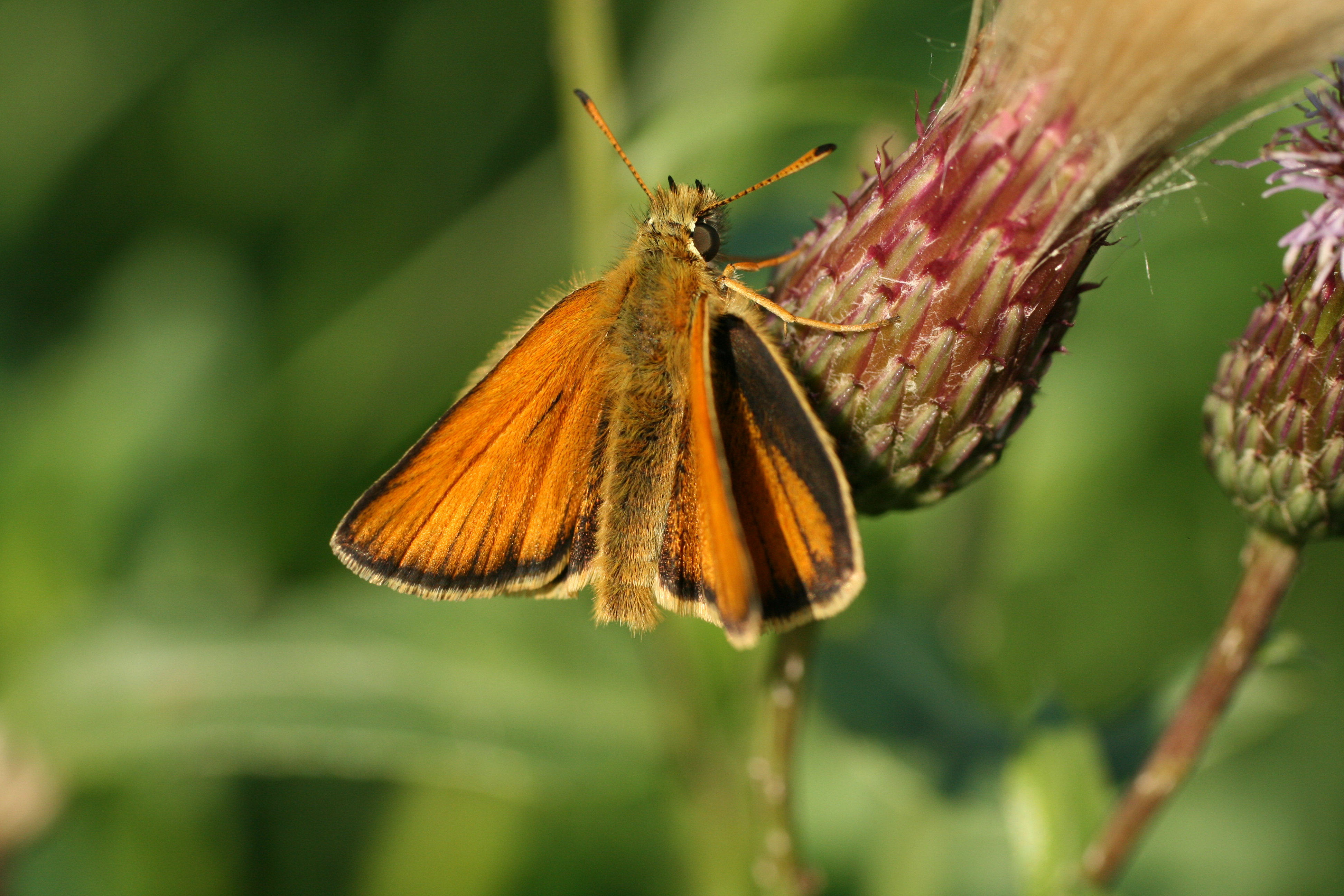
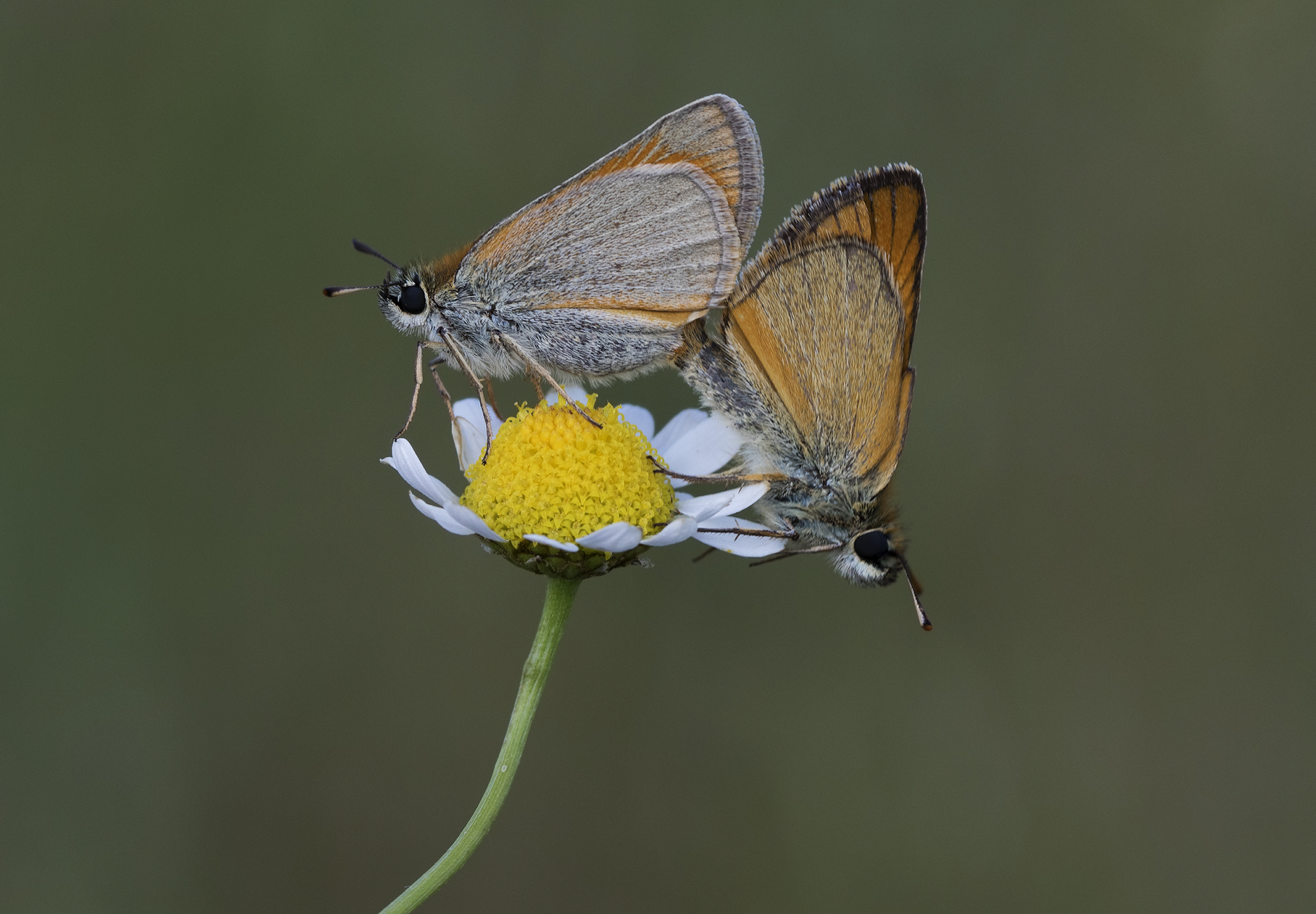
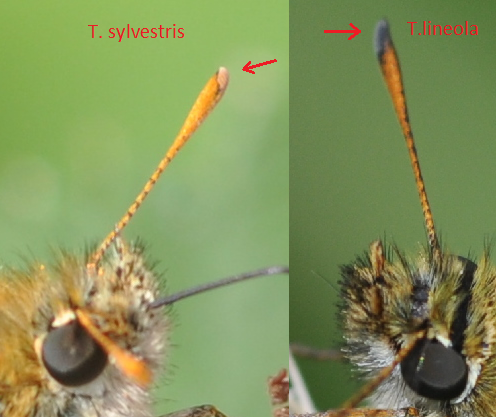

Magyarországon nem védett.